# Ґізела Янушевська
Ґізела Янушевська (нім. Gisela Januszewska, уроджена Розенфельд нім. Rosenfeld, також відома під прізвищами Кун нім. Kuhn і Рода нім. Roda; 1867—1943) — австрійська лікарка, акушерка.

## Походження та навчання
Ґізела Кун народилася 22 січня 1867 року в моравському селі Дрновиці, Австро-Угорщина (нині Чехія) в родині Леопольда Розенфельда (Leopold Rosenfeld), поліцейського і землевласника єврейського походження і була однією з п'яти дітей; сестра Александра Роду-Роду — австрійського письменника та драматурга.
Після закінчення приватної школи в Брно, рано одружилася з набагато старшим за себе Йоахімом Куном (Joachim Kuhn). Досить скоро подала на розлучення і протягом декількох років шлюб був розірваний. Переїхавши до Швейцарії, Ґізела Кун розпочала навчання в Цюріхському університеті, де 12 квітня 1898 року отримала медичний ступінь ще як Ґізела Кун.

## Кар'єра
Отримавши свій перший досвід в акушерстві в жіночій лікарні Цюріха, Ґізела переїхала в червні 1898 року до міста Ремшайд Німецької імперії і стала страховою лікаркою Allgemeine Ortskrankenkasse. У березні 1899 року була призначена офіційним медиком, чиновницею громадського здоров'я в боснійському місті Баня-Лука, ставши його першою жінкою-лікаркою.
Під час своєї кар'єри в Баня-Луці Ґізела була однією з небагатьох лікарів, які прагнули забезпечити боснійським мусульманкам належний доступ до медичної допомоги. У цей період часу її керівник Ладислав Янушевський (Ласло Januszewski), старший Янушевської на 20 років. Він став її другим чоловіком (в 1900). Після шлюбу Янушевска залишила пост чиновниці охорони здоров'я і працювала в Баня-Луці керівницею амбулаторії для мусульманських жінок. Також займалася медичною практикою — виконувала незначні операції і здобула популярність, лікуючи пацієнтів від віспи, тифу, черевного тифу та сифілісу, але найбільше приділяючи час хворим, що страждали відостеомаляції, яка була розповсюдженою на той час у Боснії серед мусульманських жінок.

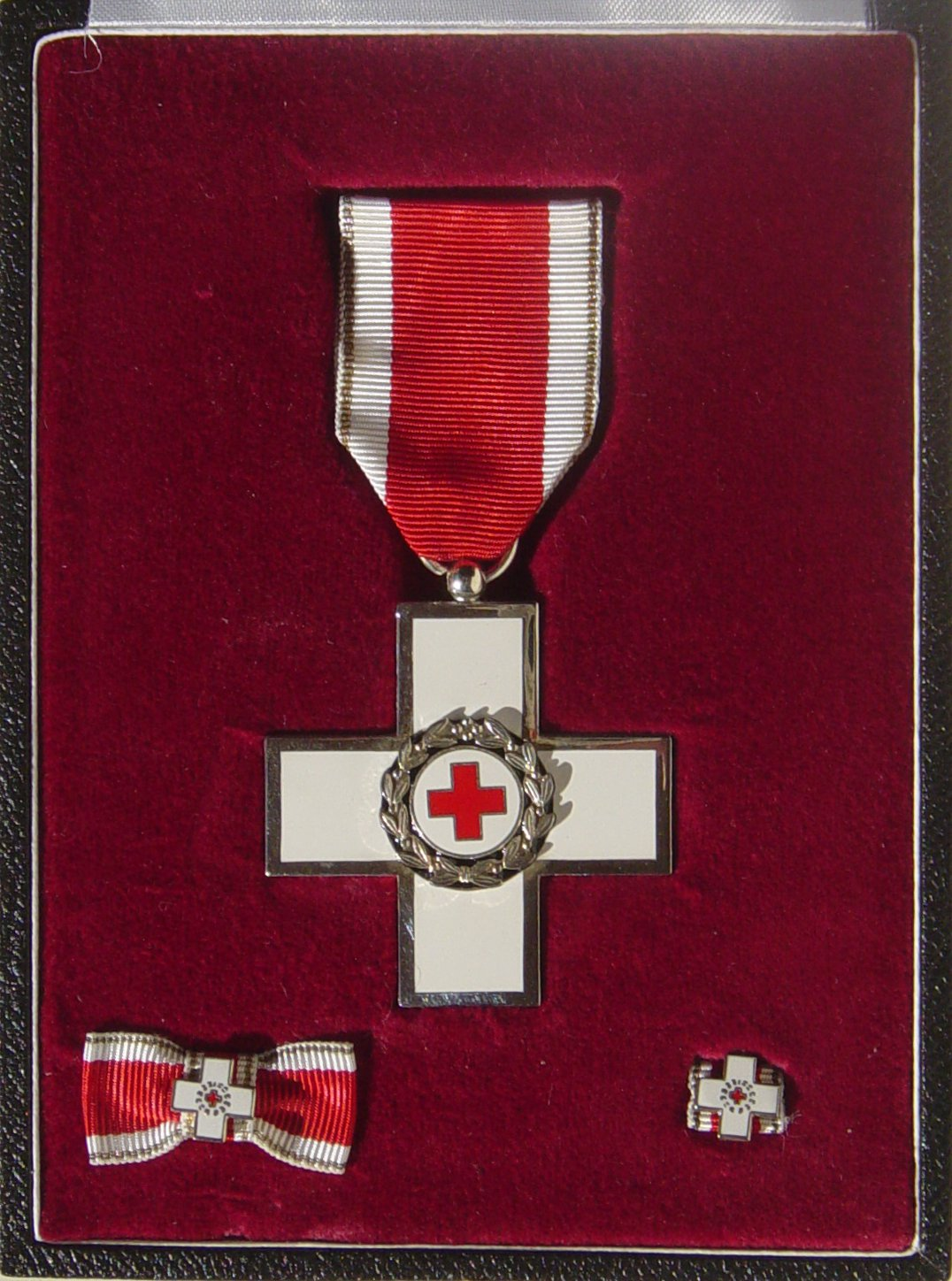
Німецький орден Червоного Хреста

Після відставки Ладислава Янушевського і виходу його на пенсію, подружжя переїхало до австрійського Ґраца. Тут незадовго до початку Першої світової війни Ґізела Янушевська вступила до Університету Граца і почала навчатися в докторантурі.
Овдовівши в 1916 році, почала працювати у військово-медичному корпусі, ставши єдиною лікаркою серед військового командування. За свої заслуги в роки Першої світової війни Янушевська отримала ряд нагород, в тому числі німецький орден Червоного Хреста і австрійський орден «За цивільні заслуги». Після закінчення першої світової, у 1919 році, відкрила власну практику в Граці і до 1933 року працювала лікаркою-консультанткою в Асоціації медичного страхування Штирії і Каринтії. Її поважали за соціальну відповідальність: Янушевська не тільки безкоштовно лікувала малозабезпечених, але й фінансово підтримувала декого з них.

## Останні роки життя
До кінця 1935 року Янушевська припинила свою практику, але продовжила соціальну діяльність. У 1937 році була нагороджена лицарським хрестом австрійського «Ордена за заслуги». Вона була шанованою медикинею за свою соціальну відповідальність до професії і стала другим австрійським лікарем, удостоєним звання офіційного Medizinalrat за видатний внесок у медицину.
Але після аншлюсу Австрії у 1938 році Ґізела Янушевська стала жертвою нацистського режиму: її квартира в Граці була конфіскована нацистською Німеччиною в 1940 році, тому вона була змушена переїхати до Відня. Але й тут Янушевська стала жертвою расової політики нацистів. Так її депортували до концтабору Терезінштадт, де вона і померла 2 березня 1943 року на 77-у році життя.

## Нагороди
- Хрест «За цивільні заслуги» (Австро-Угорщина)
- Почесний знак Німецького Червоного Хреста (Веймарська республіка)
- Орден Заслуг (Австрія), лицарський хрест

## Ушанування
Іменем Ґізели Янушевської названа вулиця міста Баня-Лука.